# 올레크 트베르돕스키
올레크 표도로비치 트베르돕스키(러시아어: Оле́г Фёдорович Твердовский, 1976년 5월 18일~)는 러시아의 아이스하키 선수로 포지션은 수비수이다. 내셔널 하키 리그(NHL)의 마이티 덕스 오브 애너하임, 위니펙 제츠, 피닉스 카이오티스, 뉴저지 데블스, 캐롤라이나 허리케인스, 로스앤젤레스 킹스에서 활약했으며, NHL 통산 713경기 출전했다. 2003년에 뉴저지 데블스 소속으로 스탠리 컵 우승을 차지했으며, 2006년에 캐롤라이나 허리케인스 소속으로 다시 한 번 스탠리 컵에서 우승했다.
러시아 국가대표팀의 일원으로 활약하여 2002년 동계 올림픽에서 동메달을 획득했으며, 2009년 세계 아이스하키 선수권 대회에서 우승을 차지했다.